# Dominique Ziegler
Dominique Ziegler (* 25. August 1970 in Genf) ist ein Schweizer Schriftsteller, Dramatiker und Journalist.

## Leben
Dominique Ziegler wurde 1970 als Sohn der ägyptischen Soziologin libanesischer Herkunft Wédad Zénié und Jean Ziegler in Genf geboren. Von 1996 bis 1999 studierte er Schauspielkunst an der Theaterschule Serge Martin in Genf und schloss mit Diplom ab. Für seinen Erstlingsroman La Solitude de la mule gewann er 2004 den Prix Plume d’or de la Société genevoise des écrivains. Seine Theaterstücke wurden neben der Schweiz vor allem in Frankreich und Belgien aufgeführt. In Basel und Solothurn wurden zudem Stücke in deutscher Übersetzung aufgeführt. Zentrale Themen seines Schaffens sind bedeutende historische Figuren wie Jean Calvin und Jean-Jacques Rousseau, wobei deren Einfluss auf die heutige Gesellschaft verarbeitet wird, sowie die Auseinandersetzung westlicher Staaten mit Extremismus wie etwa im Zweipersonenstück La Route du Levant.

## Werke

### Prosa
- 2004: La Solitude de la mule
- 2008: Empanada Dreams (les aventures de Pouniff Lopez)
- 2011: Du sang sur la treille

### Theaterstücke
- 2002: N’Dongo revient. – UA: 23. Februar, Auberge du Cheval Blanc Genf[5]
- 2004: Opération métastases – UA: 28. September, Théâtre de carouge Genf, Regie: Dominique Ziegler
- 2007: René Stirlimann contre le Docteur B
- 2008: Building USA
- 2009: Affaires privées
- 2009: Le Maître des minutes
- 2009: Les Rois de la com
- 2011: Patria Grande
- 2011: Virtual 21
- 2012: Le Trip Rousseau. – UA: 23. Februar, Théâtre Saint-Gervais Genf
- 2013: Pourquoi ont-ils tué Jaurès ? – UA: 23. Februar, Théâtre de Poche Genf
- 2012: Le Trip Rousseau
- 2014: Ombres sur Molière
- 2016: La Route du Levant

## Auszeichnungen
- 2004: Prix Plume d’or de la Société genevoise des écrivains für La Solitude de la mule, Bernard Campiche Editeur